# Grootmeester (ridderorde)

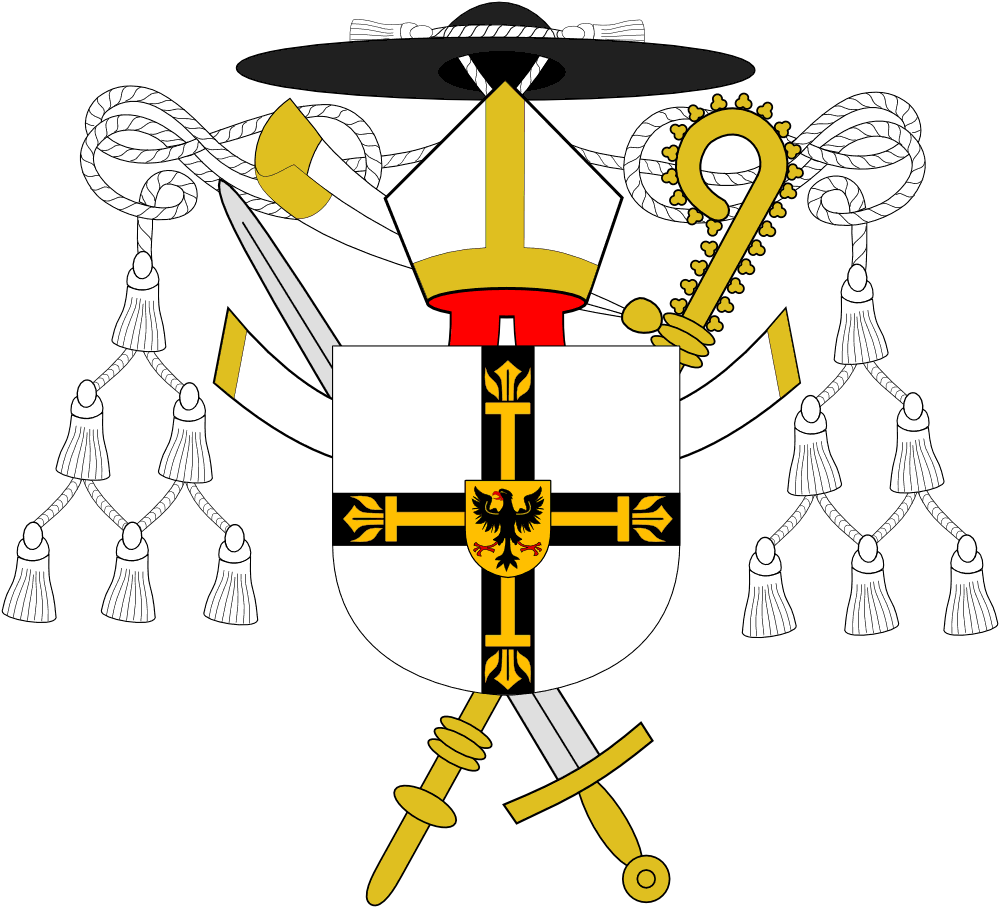
Wapen van een Grootmeester van de Duitse Orde

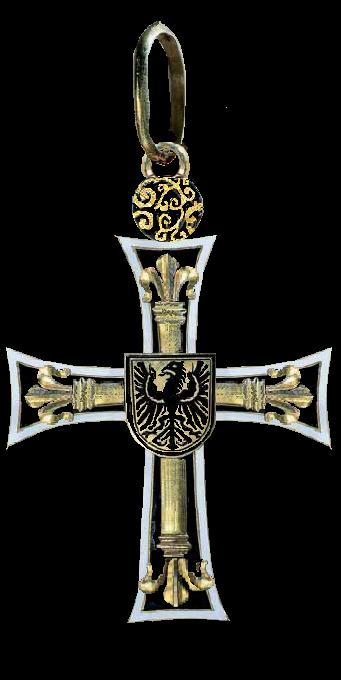
Halskruis van een "Hoch- und Deutschmeister", de grootmeester van Duitse Orde.

Een grootmeester staat/stond aan het hoofd van een ridderorde. Hij laat/liet zich bij het bestuur vaak bijstaan door een kapittel of een kanselarij.

## Grootmeester van de Duitse Orde
De grootmeester van de Duitse Orde resideerde sinds 1309 op het Slot Mariënburg in Polen. Onder hem stonden de landmeesters voor Lijfland en Duitsland. Nadat grootmeester Albrecht van Brandenburg in 1525 tot de reformatie was overgegaan en de staat van de Duitse Orde in een wereldlijk hertogdom had omgezet, nam de landmeester van Duitsland de aanspraak over. Sinds 1526 droeg hij de titel: Administrator des Hochmeistertums in Preußen, Meister in teutschen und welschen Landen. Sinds aartshertog Maximiliaan (1589-16180 werd het niet-officiële Hochmeister gebruikt. De titel Hoch- und Deutschmeister wordt pas sinds 1834 gebruikt.
Met het verdwijnen van de staat van de Duitse Orde in Lijfland in 1562 verdween ook de titel Meester in Lijfland.
De indeling van gebieden in balijen viel niet samen met de structuur van de vorstendommen en bisdommen. Dit leidde tot bevoegdheidsconflicten.

## In Nederland
In Nederland is bij wet geregeld dat het Grootmeesterschap van de ridderorden is opgedragen aan de Koning.
In de Huisorde van Oranje is vastgelegd dat de grootmeester zelf zijn opvolger benoemt.
De Huisorde van de Gouden Leeuw van Nassau kent twee grootmeesters; de beide chefs van de Ottoonse en Walramsche takken van het huis Nassau. Op dit moment zijn dit de Koning der Nederlanden en de Groothertog van Luxemburg.

## In België
De Koning der Belgen is grootmeester van de Leopoldsorde en de andere ridderorden.

## Andere grootmeesters van Orden
In Groot-Brittannië kennen sommige ridderorden naast de grootmeester, meestal een lid van de koninklijke familie, ook een soeverein. De Britse koning is de soeverein. Prins Phillip was grootmeester van de Orde van het Britse Rijk, Koning Charles III is grootmeester van de Orde van het Bad. Andere orden zoals de Koninklijke Orde van het Rode Kruis doen het zonder grootmeester. De koning van Groot-Brittannië is de soeverein van de Britse Orden.
De grootmeester van de Soevereine Militaire Orde van Sint Jan van Jeruzalem en Malta bezit uit hoofde van die functie de rang van een staatshoofd.
Aartshertog Karel van Habsburg-Lotharingen is "Hoofd en Soeverein" van de Orde van het Gulden Vlies.
In de historische Orde van de Slavinnen van de Deugd was het hoofd van de orde de "grootdame" , in het Duits "Groß-Dame". Ook de aanduiding herrenmeister voor het hoofd van een orde komt voor.